# Saajan Chale Sasural
Pour plus de détails, voir Fiche technique et Distribution.
Saajan Chale Sasural (साजन चले ससुराल) est un film indien réalisé par David Dhawan sorti en 12 avril 1996, il donne la vedette à Govinda, Karishma Kapoor et Tabu.

## Synopsis
Shyamsunder jeune villageois quitte son village pour la ville afin de percer dans la musique. Très vite il se fait remarquer par une maison de disques Tips néanmoins, il apprend la mort tragique de sa femme Pooja (Karishma Kapoor) resté au village. Il se résigne à refaire sa vie et épouse Divya (Tabu) la fille de monsieur Khurana (Kader Khan). Alors qu'il est victime d'une crise cardiaque il est emmené à l'hôpital il retrouve Pooja sa première femme qui était présumée morte...

## Fiche technique
- Titre : Saajan Chale Sasural
- Titre original en hindi : साजन चले ससुराल
- Réalisation : David Dhawan
- Scénario : Rumi Jaffery
- Production : Siddiqui Ghizala Mansoor
- Musique : Nadeem Shravan
- Maquillage : Mukhtar Ahmed
- Photographie : Rajan Kinagi
- Pays d'origine : Inde
- Langue : hindi
- Genre : comédie
- Durée : 134 minutes
- Date de sortie : 12 avril 1996

## Distribution
- Govinda : Shyamsunder
- Karishma Kapoor : Pooja
- Tabu : Divya Khurana
- Kader Khan : M. Khurana
- Shakti Kapoor : Chanteur / Musicien
- Satish Kaushik : Mutthu Swamy
- Satish Shah : Ram Pyara[1]

## Réception

### Box office
Le film est un succès majeur au box-office avec des recettes qui avoisinent les 623 300 000 millions de roupies.